# Schule Besch-Terek
Die Mittelschule Besch-Terek ist eine Sekundärschule in Besch-Terek im Oblus Tschüi im Norden Kirgisistans. Sie ist die einzige Schule in Besch-Terek.
Das Gebäude wurde 1988 errichtet und die Schule eröffnete 1989. An der Schule unterrichteten 12 Lehrer 234 Schüler. Nach aktuelleren Daten sind es 327 Schüler. Davon lernen 105 auf kirgisisch und 222 auf russisch.

## Gebäude
Es werden 13 Computer und WLAN bereitgestellt. Das Mobiliar umfasst 230 Tische und 490 Stühle. Es gibt 1906 Lehrbücher. Das Gebäude ist dreistöckig.